# Тодаро, Сальваторе Бруно
Сальваторе Бруно Тодаро (итал. Salvatore Bruno Todaro; 16 сентября 1908, Мессина, Сицилия — 14 декабря 1942, Галит (острова), Бизерта) — итальянский военно-морской офицер, подводник времён Второй мировой войны. Наиболее известен своим участием в Битве за Атлантику и двумя случаями, когда он отбуксировал в безопасное место спасательные шлюпки с выжившими с потопленных им кораблей.

## Биография
Тодаро родился на Сицилии, но вырос в Кьодже. 18 октября 1923 года поступил в Военно-морскую академию в Ливорно и окончил её в звании мичмана в 1927 году. На следующий год был произведён в лейтенанты и отправлен в Таранто для прохождения курсов воздушного наблюдения. Затем, в 1931 году, был назначен в штаб-квартиру военно-морского ведомства Ионического моря и Южной Адриатики в Таранто, а на следующий год — на тяжёлый крейсер «Триесте».
В 1933 году женился в Ливорно на Рине Аничини, с которой у него было двое детей: Джан Луиджи (1939) и Грациелла Марина (родилась после его смерти в 1943 году). 27 апреля 1933 года Тодаро попал в авиакатастрофу на гидросамолёте Savoia-Marchetti S.55 187-й эскадрильи, на которую он был отправлен в качестве наблюдателя; плавсредство упало в море после сброса торпеды, и Тодаро получил перелом позвоночника, который вынудил его носить корсет всю оставшуюся жизнь.
После службы в командовании Regia Aeronautica Северного Тирренского моря 1 октября 1934 года вернулся в ряды Regia Marina. С 4 октября 1935 года Тодаро был приписан к 146-й эскадрилье гидросамолётов Военно-воздушных сил Сардинии, а на следующий год он стал старшим офицером на подводных лодках «Маркантонио Колонна» (с 27 апреля по 14 декабря 1936 года) и «Де Женей» (с 14 декабря 1936 года). 22 мая 1937 года он получил свое первое командование небольшой прибрежной подводной лодкой H4, участвовавшей в Гражданской войне в патрулировании республиканских судов; затем он командовал «Макалле» в 1938−39 годах и «Джалеа» в 1939−40.
27 апреля 1940 года принял командование подводной лодкой Лючиано Манара; 1 июля 1940 года, через двадцать дней после вступления Италии во Вторую мировую войну, он был произведён в капитан-лейтенанты, а 26 сентября ему было поручено командование совершенно новой океанской подводной лодкой Команданте Каппеллини. Вскоре после завершения строительства Команданте Каппеллини был переведён на новую базу Бетасом в Бордо для участия в Битве за Атлантику.

### Битва за Атлантику

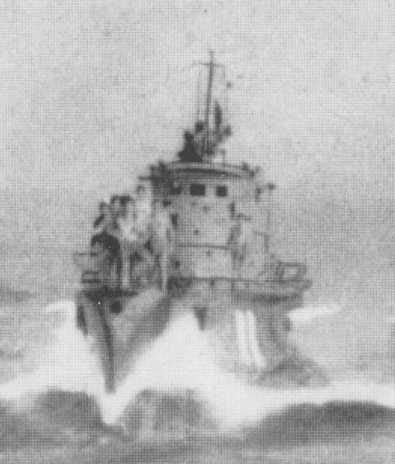
Подлодка Cappellini, которой командовал Тодаро во время битвы за Атлантику.

Ночью 16 октября 1940 года, во время своего первого патрулирования в Атлантике у острова Мадейра, «Cappellini» заметил бельгийский пароход «Кабало» (фр. Kabalo; водоизмещение 5186 тонн), перевозивший запчасти для самолётов, и после неудачного выстрела тремя торпедами потопил его из своего палубного орудия. После этого подводная лодка приблизилась к спасательной шлюпке с двадцатью шестью выжившими и в течение четырёх дней буксировала её к Азорским островам; когда на четвертый день лодка начала тонуть (будучи повреждена штормовым ветром), Тодаро приказал взять выживших на борт своей подводной лодки и доставить на Азорские острова, где они были благополучно высажены на нейтральной территории. Бельгийскому офицеру, который выразил свое удивление по поводу такого гуманизма, Тодаро ответил: «Я такой же моряк, как и вы. Я убеждён, что на моём месте вы поступили бы так же».
22 декабря 1940 года Тодаро отплыл из Бордо для очередного патрулирования на «Cappellini». 5 января 1941 года между Канарскими островами и африканским побережьем «Cappellini» атаковал британское вооруженный пароход «Шекспир» (Shakespear; 5029 т), потопив его после продолжительной перестрелки, в которой был убит итальянский стрелок. После этого Тодаро снова взял на буксир спасательную шлюпку с двадцатью двумя выжившими и отбуксировал их на острова Зеленого Мыса, где они были благополучно высажены. Затем «Cappellini» возобновил патрулирование и 14 января атаковал британский вооружённый торговый корабль «Эвмей» (Eumaeus; 7472 т) у берегов Фритауна; после неудачного запуска двух торпед и продолжительной перестрелки, в ходе которой девять итальянских артиллеристов были ранены, а старший офицер «Cappellini», лейтенант Данило Стипович, был убит; «Эвмей» был потоплен. Вскоре после этого «Cappellini» был атакован и повреждён плавсредством Supermarine Walrus. Повреждения вынудили Тодаро искать убежища в Пуэрто-де-ла-Лус на Гран-Канарии; после поспешного ремонта, длившегося три дня, «Cappellini» снова вышел в море 23 января 1941 года и вернулся в Бордо. За это патрулирование Тодаро был награжден Серебряной медалью «За воинскую доблесть».
Позже Тодаро провел ещё два патрулирования Атлантики на «Cappellini», но дальнейших успехов не добился.

### Служба в MAS и гибель
В ноябре 1941 года Тодаро был переведен по собственному желанию на службу на торпедных катерах (MAS), получив назначение в 4-ю флотилию MAS, дислоцированную на Чёрном море; он отличился во время осады Севастополя, получив ещё одну серебряную медаль «За воинскую доблесть».
Затем он был переведён в 10-ю флотилию MAS, подразделение специальных операций Королевского военно-морского флота Италии, и ему было поручено планировать и проводить атаки на боевые суда в контролируемых союзниками портах во французской Северной Африке после операции «Факел». 13 декабря 1942 года, возвращаясь с одной из таких операций, он был убит во сне на вооруженном траулере «Чефало» — базе для ударных катеров, — который был обстрелян Supermarine Spitfire у островов Галит. Был посмертно награжден Золотой медалью «За воинскую доблесть»; в его честь был назван класс подводных лодок послевоенного итальянского военно-морского флота.

## В искусстве
В 2023 году о Тодаро был снят итальянский фильм «Команданте».